# Ghost Mulenga
Joseph "Ghost" Mulenga (ur. 6 stycznia 1954 w Luanshyi, zm. 21 kwietnia 1985 w Lusace) – zambijski piłkarz grający na pozycji bramkarza.

## Kariera klubowa
Swoją karierę piłkarską Mulenga rozpoczął w klubie Buseko FC, w którym zadebiutował w 1974 roku. W 1975 roku przeszedł do Red Arrows FC, w którym grał do końca swojej kariery, czyli do 1985 roku.

## Kariera reprezentacyjna
W reprezentacji Zambii Mulenga zadebiutował w 1980 roku. W 1982 roku powołano go do kadry na Puchar Narodów Afryki 1982. Zagrał na nim w trzech meczach: grupowych z Etiopią (1:0) i z Nigerią (3:0) oraz półinałowym z Libią (1:2). Z Zambią zajął 3. miejsce w tym turnieju. W kadrze narodowej grał do 1984 roku.

## Śmierć
W kwietniu 1985 tuż przed meczem eliminacji do MŚ 1986 z Kamerunem Mulenga zachorował na malarię. Zmarł 21 kwietnia 1985 w Lusace.